# Marsel van Oosten
Marsel van Oosten é um premiado fotógrafo holandês.

## Publicações
- Wild Romance ISBN 177007726x Erro de parâmetro em {{ISBN}}: caractere inválido